# Saint-Clément-sur-Durance
Saint-Clément-sur-Durance est une commune française située dans le département des Hautes-Alpes en région Provence-Alpes-Côte d'Azur.

## Toponyme
Réotier et Saint-Clément ne formaient alors qu’une seule communauté nommée « Mandement de Réotier ». Le village est érigé en paroisse au XIe siècle. Elles se séparent au XIIIe siècle.
Le nom de la localité est attesté sous la forme latine Sanctus Clemens en 1124, Villa Sanctis Clementis en 1154 dans une bulle d'Eugène III.
Cet hagiotoponyme Saint-Clément semble lié à la vénération du pape Clément Ier, 4e évêque de Rome, patron des mariniers pour avoir été martyrisé, selon la tradition, sous l'empereur Trajan vers 99, précipité au fond de la mer une ancre de marine accrochée au cou. Cette titulature est en coïncidence avec la mission de la cité au service du passage de la Durance. À cette période des croisades, l'entretien du pont pour le passage est confié aux autorités locale (Prise de Jérusalem par les Croisés en 1099). Cette titulature semble confirmée par la statue représentant le saint dans l'église. L'association du patrimoine locale « Pays Guillestrin » partage cette analyse.
Il existe plusieurs autres Saint Clément aux faits glorieux.
Sant Clemenç en vivaro-alpin.

## Histoire

### Moyen Âge
Le chapitre d'Embrun était seigneur majeur de Saint-Clément, l'empereur se réservant le haut domaine jusqu'en 1276. À cette date, il le donna à l'archevêque d'Embrun qui en demeura le maître jusqu'à la Révolution.
Le 31 mai 1345, partage des biens indivis entre Réotier et Saint-Clément.
Le 20 novembre 1585, Salomon Arabin dit Capitaine Roure et Louis de Rousset, protestants, s'emparèrent de Saint-Clément.
Le 1er août 1692, lors de l'invasion du duc de Savoie, un violent combat eut lieu au pont de Saint-Clément entre l'armée du duc et le régiment royal-irlandais qui dut céder. Lors de son retour, le duc fit sauter le pont et incendier le village.

### Les Hospitaliers
En 1154, dans une bulle pontificale d'Eugène III, la ville est citée : « Villas sancti Clementis ». Eugène III, grand réformateur, cette année-là apporte aussi sa confirmation canonique à la transformation de la congrégation des Hospitaliers en ordre religieux de de Saint-Jean de Jérusalem. Cet événement peut-être rapproché à la présence d'une maison hospitalière de cet Ordre en ces lieux. Cela est aussi en correspondance avec cette variation du toponyme complété de l'attribut antéposé Villas au sens médiéval.
Un hôpital, plutôt une maison de pèlerin, y fut fondé en 1306 et se perpétua jusqu'à la Révolution.

## Géographie
Saint-Clément, porte d'entrée du massif :
Antiquement ce village, dans un étranglement géologique, fut d'importance dans l'accès aux diverses voies de passages du massif alpin. Toute son histoire est marquée dès la période romaine par la présence d'un pont d'importance stratégique. En effet c'est là que les Romains et peut-être déjà précédemment, implantent le changement de rive. Presque tout le cheminement aval se faisait sur la rive droite. C'est là, à Saint-Clément, que soudain le cheminement principal qui s’enchaîne se pratiquait maintenant rive gauche.
Saint-Clément fut donc l'avant-poste militaire du carrefour guillestrois. Le cheminement amont est névralgique avec une diversité de passages alpins : au plus nord par Turin (la via Domitia), au plus sud par Val Stura, Cunéo et entre ces deux d'autres passages. Mais Saint-Clément fut aussi la communauté gardienne de ce pont.
Le cheminement aval, très pratique de la vallée de la Durance, collectait un flux important qui fut d'importance régionale. (Un oppidum celte existait à Guillestre). L'implantation du village est très certainement liée aux conjonctions locales :
- Stabilité et largeur réduite des rives de la Durance.
- Juste en amont débute un large plan alluvionnaire.
- Un habitat proche exposé au rayonnement solaire, très légèrement préservé des frimas de l'ubac, mais le lieu est exposé à l'accélération du flux dominant d'ouest-sud-ouest par l'étranglement géologique.

L’administration y fixe en 1888 le point haut du flottage (technique utilisée pour le transport du bois).

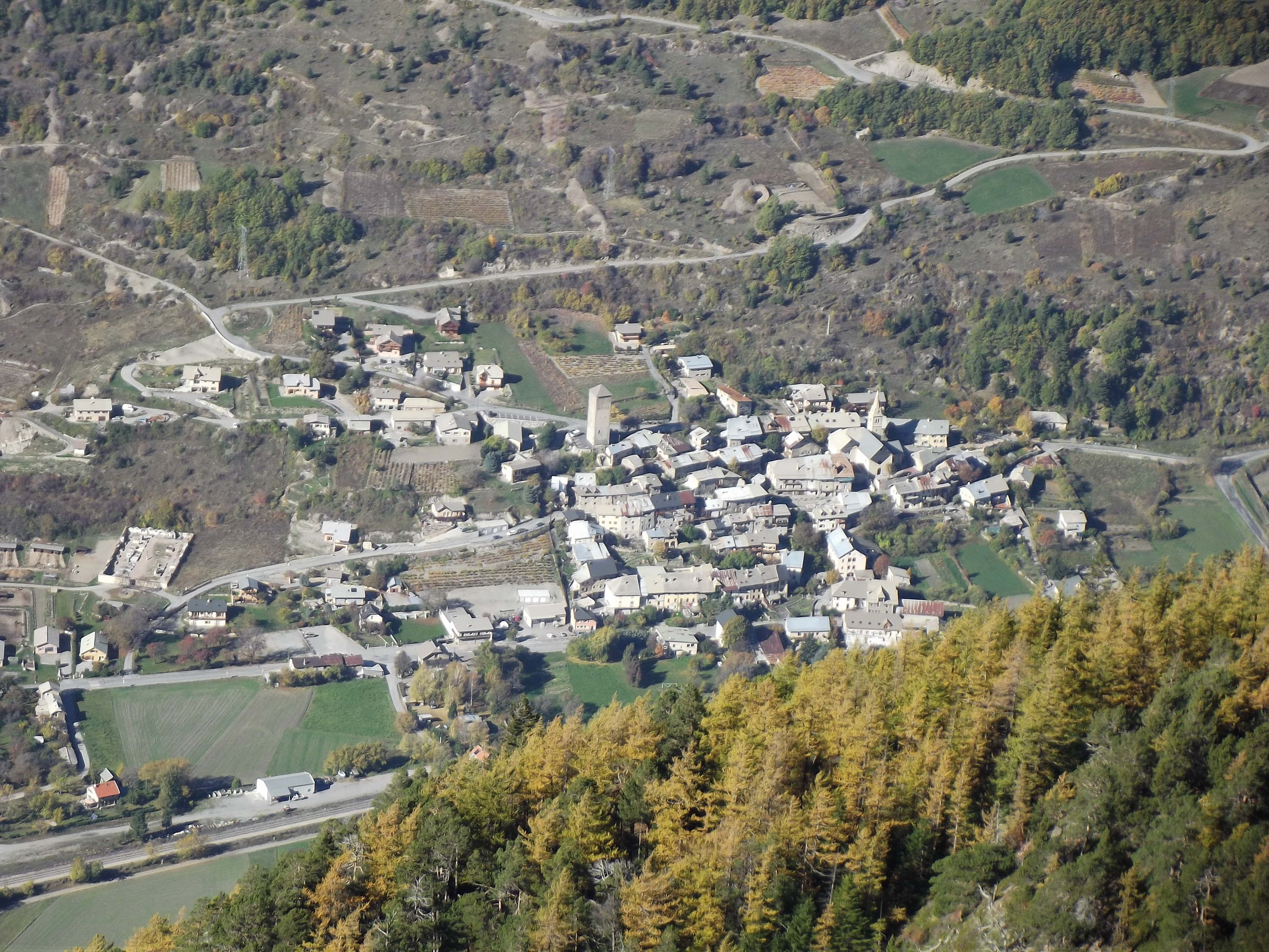
Vue du bourg de Saint-Clément-sur-Durance.
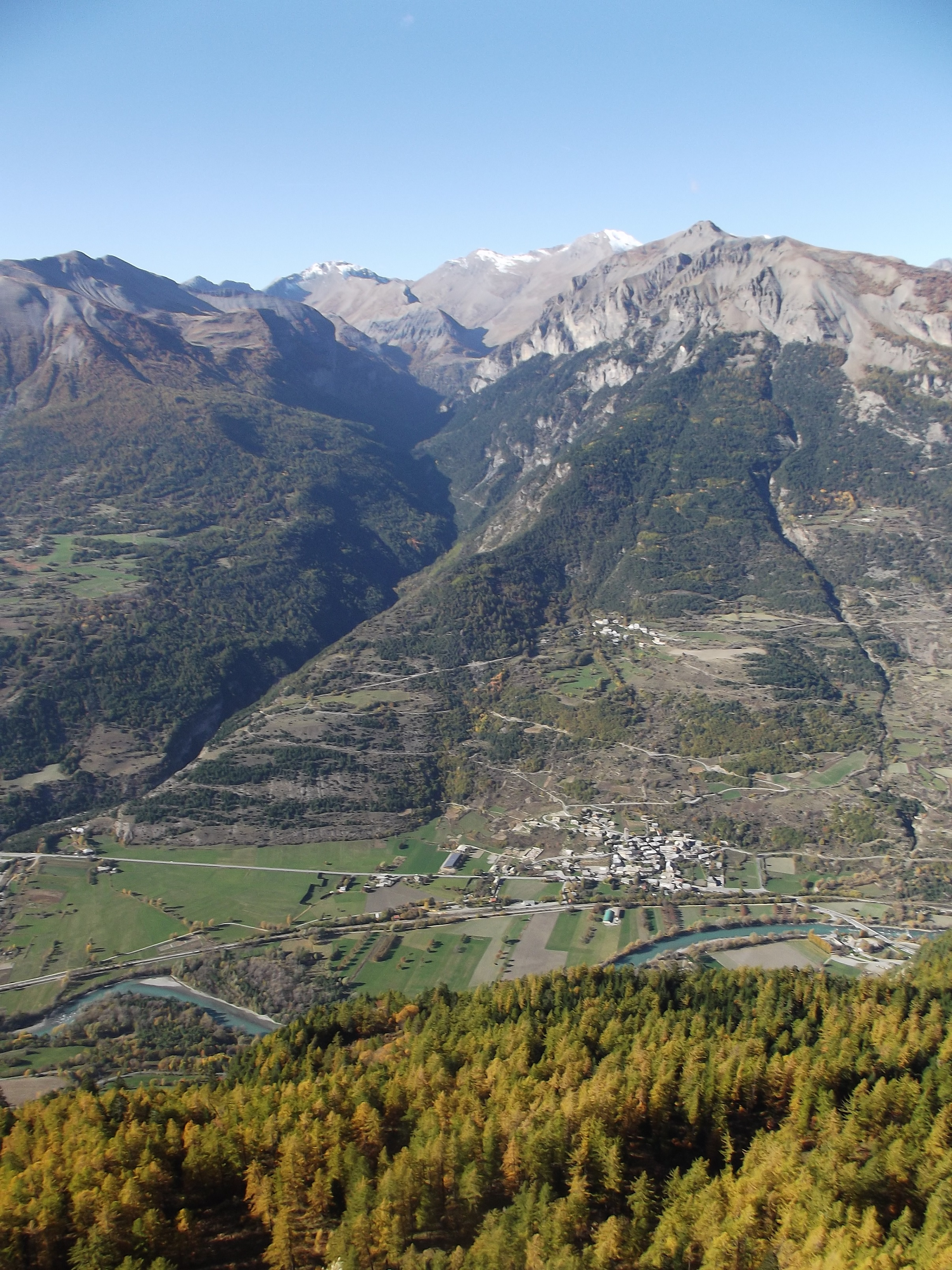
Vue de la commune de Saint-Clément-sur-Durance depuis la crête du Pénon.

### Climat
Pour des articles plus généraux, voir Climat de Provence-Alpes-Côte d'Azur et Climat des Hautes-Alpes.
En 2010, le climat de la commune est de type climat des marges montagnardes, selon une étude du Centre national de la recherche scientifique s'appuyant sur une série de données couvrant la période 1971-2000. En 2020, Météo-France publie une typologie des climats de la France métropolitaine dans laquelle la commune est exposée à un climat de montagne ou de marges de montagne et est dans la région climatique Alpes du sud, caractérisée par une pluviométrie annuelle de 850 à 1 000 mm, minimale en été.
Pour la période 1971-2000, la température annuelle moyenne est de 9,6 °C, avec une amplitude thermique annuelle de 19,3 °C. Le cumul annuel moyen de précipitations est de 894 mm, avec 7 jours de précipitations en janvier et 6,2 jours en juillet. Pour la période 1991-2020, la température moyenne annuelle observée sur la station météorologique de Météo-France la plus proche, « St Crépin », sur la commune de Saint-Crépin à 7 km à vol d'oiseau, est de 10,0 °C et le cumul annuel moyen de précipitations est de 743,9 mm. 
La température maximale relevée sur cette station est de 38,3 °C, atteinte le 23 août 2023 ; la température minimale est de −20,6 °C, atteinte le 18 décembre 2010,,.
Les paramètres climatiques de la commune ont été estimés pour le milieu du siècle (2041-2070) selon différents scénarios d'émission de gaz à effet de serre à partir des nouvelles projections climatiques de référence DRIAS-2020. Ils sont consultables sur un site dédié publié par Météo-France en novembre 2022.

## Urbanisme

### Typologie
Au 1er janvier 2024, Saint-Clément-sur-Durance est catégorisée commune rurale à habitat dispersé, selon la nouvelle grille communale de densité à 7 niveaux définie par l'Insee en 2022.
Elle est située hors unité urbaine et hors attraction des villes,.

### Occupation des sols
Le tableau ci-dessous présente l'occupation des sols de la commune en 2018, telle qu'elle ressort de la base de données européenne d’occupation biophysique des sols Corine Land Cover (CLC).
| Type d’occupation                             | Pourcentage | Superficie (en hectares) |
| --------------------------------------------- | ----------- | ------------------------ |
| Prairies et autres surfaces toujours en herbe | 1,7 %       | 45                       |
| Systèmes culturaux et parcellaires complexes  | 7,0 %       | 182                      |
| Forêts de feuillus                            | 2,5 %       | 65                       |
| Forêts de conifères                           | 47,5 %      | 1238                     |
| Pelouses et pâturages naturels                | 10,1 %      | 265                      |
| Forêt et végétation arbustive en mutation     | 7,3 %       | 191                      |
| Plages, dunes et sable                        | 0,8 %       | 21                       |
| Roches nues                                   | 11,2 %      | 291                      |
| Végétation clairsemée                         | 11,8 %      | 307                      |
| Source : Corine Land Cover                    |             |                          |

## Politique et administration

### Liste des maires
| Période                                  | Période  | Identité           | Étiquette | Qualité                              |
| ---------------------------------------- | -------- | ------------------ | --------- | ------------------------------------ |
| Les données manquantes sont à compléter. |          |                    |           |                                      |
| mars 2001                                |          | Jean-Louis Bérard  | SE        | Employé                              |
| mars 2014                                | En cours | Jean-Louis Berard, |           | Agriculteur sur moyenne exploitation |

### Intercommunalité
Saint-Clément-sur-Durance a fait partie de 2001 à 2016 de la communauté de communes du Guillestrois, et depuis le 1er janvier 2017, de la communauté de communes du Guillestrois et du Queyras.

## Population et société

### Démographie
L'évolution du nombre d'habitants est connue à travers les recensements de la population effectués dans la commune depuis 1793. Pour les communes de moins de 10 000 habitants, une enquête de recensement portant sur toute la population est réalisée tous les cinq ans, les populations de référence des années intermédiaires étant quant à elles estimées par interpolation ou extrapolation. Pour la commune, le premier recensement exhaustif entrant dans le cadre du nouveau dispositif a été réalisé en 2008.

En 2022, la commune comptait 332 habitants, en évolution de +10,67 % par rapport à 2016 (Hautes-Alpes : +0,4 %, France hors Mayotte : +2,11 %).
| 1793 | 1800 | 1806 | 1821 | 1831 | 1836 | 1841 | 1846 | 1851 |
| ---- | ---- | ---- | ---- | ---- | ---- | ---- | ---- | ---- |
| 574  | 493  | 596  | 529  | 611  | 661  | 631  | 671  | 651  |

| 1856 | 1861 | 1866 | 1872 | 1876 | 1881 | 1886 | 1891 | 1896 |
| ---- | ---- | ---- | ---- | ---- | ---- | ---- | ---- | ---- |
| 620  | 648  | 598  | 588  | 587  | 637  | 596  | 527  | 545  |

| 1901 | 1906 | 1911 | 1921 | 1926 | 1931 | 1936 | 1946 | 1954 |
| ---- | ---- | ---- | ---- | ---- | ---- | ---- | ---- | ---- |
| 546  | 534  | 534  | 395  | 333  | 348  | 336  | 299  | 270  |

| 1962 | 1968 | 1975 | 1982 | 1990 | 1999 | 2006 | 2008 | 2013 |
| ---- | ---- | ---- | ---- | ---- | ---- | ---- | ---- | ---- |
| 265  | 227  | 195  | 205  | 191  | 229  | 266  | 276  | 295  |

| 2018 | 2022 | - | - | - | - | - | - | - |
| ---- | ---- | - | - | - | - | - | - | - |
| 318  | 332  | - | - | - | - | - | - | - |

### Manifestations culturelles et festivités
Fête patronale le 23 novembre.

## Culture locale et patrimoine

### Lieux et monuments

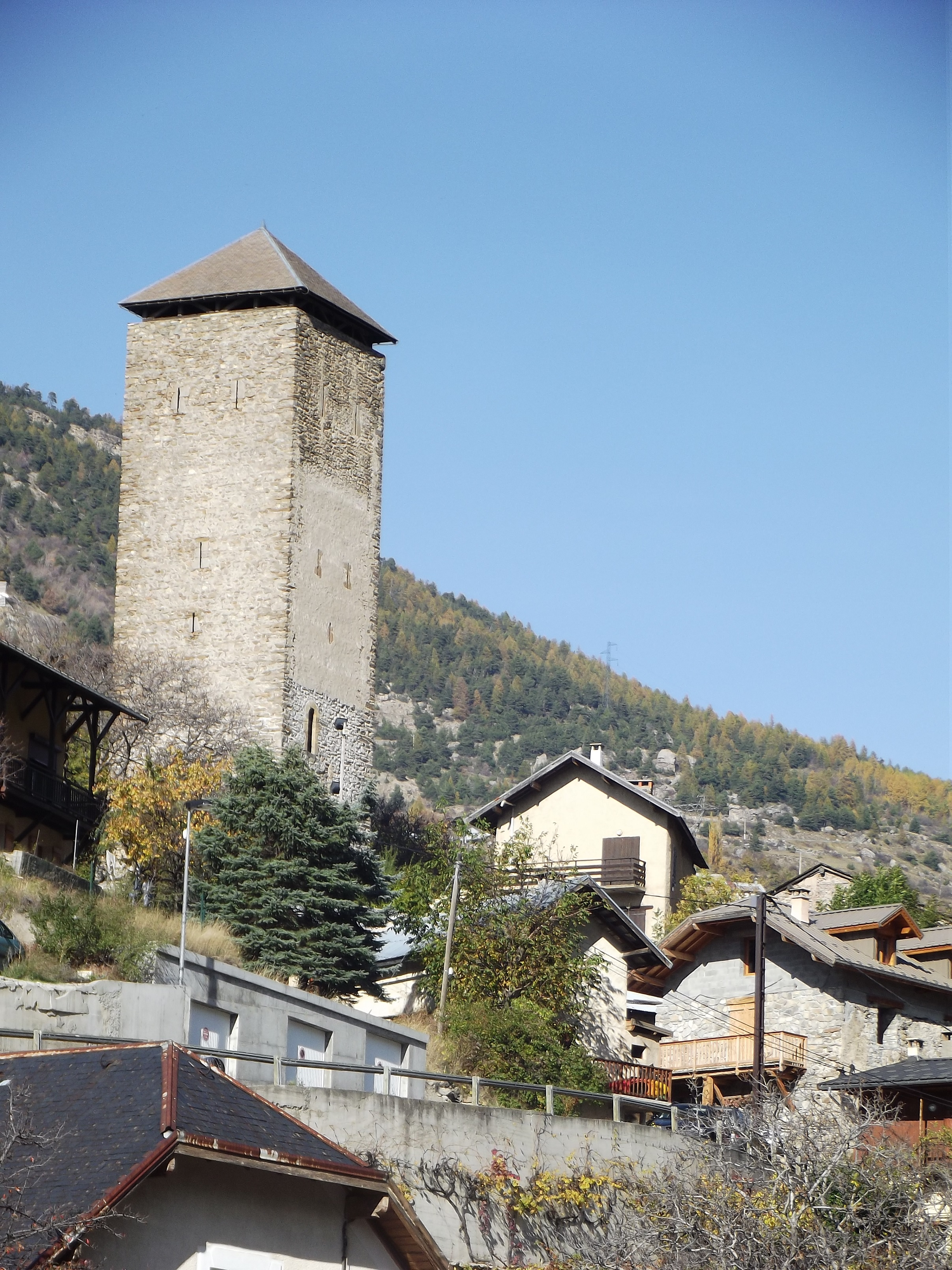
Tour de Saint-Clément-sur-Durance.

- La tour Saint-Clément, dite tour sarrasine, commande la vallée de la Durance, mentionnée en 1215 comme propriété du chapitre de l'Église d'Embrun, elle a pourtant été datée de la fin du XIIIe siècle, voire du début du XIVe siècle. Elle doit probablement son existence aux incursions des « routiers provençaux » du Vicomte Raimond de Turenne ; bandes armées qui terrorisaient la vallée.
De 7,50 m de côté, au rez-de-chaussée les murs sont épais de 1,50 m ; mais l'épaisseur se réduit progressivement avec l'élévation. Actuellement l'accès se fait par une porte percée dans le mur nord, dans le mur oriental, un jour, muré à l'extérieur offrait un bon éclairage, grâce à un ébrasement intérieur à forte pente.
Établie dans la plaine de la Durance, à une altitude modérée, mais en position visuelle favorable, la tour de Saint-Clément présente un plan apparemment simple et commun, d'où son appellation de tour sarrasine. C'est essentiellement une tour de guet, pouvant être occupée temporairement par une garnison, mais qui a difficilement pu être habitée en permanence. D'ailleurs on ne connaît pas de châtelain résidant à Saint-Clément.
Plusieurs aménagements suggèrent l'importance des aspects défensifs par rapport à ceux de confort : accès au premier étage (la porte du rez-de-chaussée est plus récente), rez-de-chaussée aveugle et présence de seize archères. Tous ces éléments cumulés font de la tour de Saint-Clément une tour peu fonctionnelle bien que massive. Sa seule présence doit être un élément suffisamment dissuasif pour celui qui la voit dans la plaine de la Durance.
Les absences de remaniements importants et d'aménagements de confort (latrines, cheminée, placards, …) montrent que la tour a été utilisée aux XIIIe et XIVe siècles mais avec une fonction très limitée, celle de tour de guet, d'ailleurs très symbolique.[réf. nécessaire]
- L'église Saint-Clément existe dès le XIIe siècle.
- Le cimetière de Saint-Clément.
- La chapelle Saint-Sébastien des Traverses, bâtie sur un tertre de la rive gauche de la Durance, date du XIXe siècle.
- Chapelle Saint-Laurent de Lac du Laus.
- Le passage de la Durance, l'ancien pont, historiquement constitutif de Saint-Clément (peut-être un bac à la période romaine), se trouvait sûrement à l'endroit du pont moderne routier actuel. Il apparaît à cet endroit sur la carte de Cassini (environ 1706). Il avait environ entre 50 et 70 m de portée. Était-il en pierre au XIIe siècle ? Plus vraisemblablement, il était de bois avec des culées en pierres à cause des débits destructeurs très élevés du printemps. Avec de une telle portée, il devait y avoir un îlot artificiel central.

Outre le bourg Saint-Clément il y a aussi des hameaux :
- Les-Clots : il est en balcon à 250m au-dessus du chef-lieu, en rive droite de la Durance.
- Les hameaux en rive gauche, au sud de Saint-Clément, sont désignés couramment « les Traverses » (Bon-Pommier, Brude, les Saurels, Serre des Vignes, Charissiers, les Imberts). Le long canal de plus de 3 km qui les surplombe a pu être éponyme de sa désignation « les Traverses ».

### Héraldique
| Blason de Saint-Clément-sur-Durance | Blason  | De sinople à la tour d'argent maçonnée de sable. |
| Blason de Saint-Clément-sur-Durance | Détails | Le statut officiel du blason reste à déterminer. |